# Honiara International Airport
Honiara International Airport is een luchthaven op Guadalcanal, een van de Salomonseilanden in de Stille Oceaan. De luchthaven ligt op 8 kilometer van de hoofdstad Honiara bij een delta genaamd Lunga Point. De oorspronkelijke naam was Henderson Field.
Met de aanleg werd tijdens de Tweede Wereldoorlog begonnen door het Japans Keizerlijk Leger. Een vliegbasis op Guadalcanal zou zowel Papoea-Nieuw-Guinea als het noorden van Australië binnen vliegbereik van het Japanse leger brengen. De Japanners waren nog bezig met de bouw van het veld toen het in 1942 als deel van de slag om Guadalcanal werd veroverd door de Amerikanen.
Na de oorlog werd het vliegveld bijna geheel herbouwd en in 1969 als internationale luchthaven heropend. De verkeerstoren is nog het oorspronkelijke gebouw uit 1943. Eind jaren zeventig is de landingsbaan verlengd en verbreed om toegang te bieden aan modernere verkeersvliegtuigen.
Tot eind 2003 droeg het vliegveld de naam 'Henderson Field', naar een Amerikaans piloot, majoor Lofton Henderson. Hij was de eerste Amerikaanse marinevlieger die sneuvelde tijdens de slag bij Midway. Henderson Field werd in december 2003, ondanks Amerikaanse bezwaren, herdoopt tot Honiara International Airport.

## Luchtvaartmaatschappijen en bestemmingen
- Air Niugini - Nadi, Port Moresby
- Air Pacific - Nadi, Port Vila
- Air Vanuatu - Port Vila
- Our Airline - Brisbane, Nauru, Tarawa
- Solomon Airlines - Afutara, Arona, Atoifi, Auki, Avuavu, Ballalae, Batuna, Bellona, Choiseul Bay, Fera, Gatokae, Gizo, Jajao, Kagau, Kirakira, Marau, Mono, Munda, Ramata, Rennell, Santa Ana, Santa Cruz, Seghe, Suavanao, Yandina
- Solomon Airlines (uitgevoerd door Strategic Airlines) - Brisbane
- Virgin Australia (uitgevoerd door Pacific Blue) - Brisbane

Cargo:
- HeavyLift Cargo Airlines - Brisbane, Cairns